# ISDN-Dienstkennung
Eine ISDN-Dienstkennung (englisch Service Indicator, SI) ermöglicht die Unterscheidung verschiedener Dienste bei einem ISDN-Anschluss.
Über ISDN können verschiedene Arten von Daten übertragen werden. Mit der Dienstkennung können diese verschiedenen Dienste unterschieden werden, so dass nur ein kompatibles Endgerät die Verbindung entgegennehmen kann.
Damit dieses Konzept funktioniert, muss der Anrufer die für sein Endgerät passende Dienstkennung eingestellt haben. Wenn analoge Endgeräte (Telefon oder Fax) über Terminaladapter (a/b-Wandler) angeschlossen werden, ist dies jedoch aus verschiedenen Gründen nicht immer möglich. Wenn z. B. die Dienstkennung falsch eingestellt ist oder alle analogen Verbindungen mit der gleichen Dienstkennung versehen werden. Zudem unterstützen einfache a/b-Wandler Dienstkennungen häufig nicht. Damit Verbindungen mit solchen Anrufern trotzdem zustande kommen, werden die analogen Ports beim Angerufenen so eingestellt, dass sie alle analogen Verbindungen annehmen. Eine automatische Unterscheidung zwischen zum Beispiel einem Telefongespräch und einem Fax aufgrund der Dienstkennung ist dann jedoch nicht mehr möglich.
| SI (Service Indicator) | Dienstbezeichnung         |
| 0x00                   | analoge Sprache (3,1 kHz) |
| 0x01                   | digitale Sprache          |
| 0x02                   | analoges Fax (G2 oder G3) |
| 0x03                   | digitale Daten (X.21)     |
| 0x04                   | digitales Fax (G4)        |
| 0x05                   | digitale Daten (V.110)    |
| 0x07                   | digitale Daten (X.75)     |
| 0x08                   | digitale Daten (X.25)     |
| 0x09                   | Teletex                   |
| 0x0A                   | Mixed Mode                |
| 0x0D                   | Telemetriedaten           |
| 0x10                   | digitales Bildtelefon     |